# Saint-Just-en-Chaussée
Saint-Just-en-Chaussée – miejscowość i gmina we Francji, w regionie Hauts-de-France, w departamencie Oise.
Według danych na rok 1990 gminę zamieszkiwało 4927 osób, a gęstość zaludnienia wynosiła 336 osób/km² (wśród 2293 gmin Pikardii Saint-Just-en-Chaussée plasuje się na 42. miejscu pod względem liczby ludności, natomiast pod względem powierzchni na miejscu 208.).

## Współpraca
Miejscowość partnerska:
- Nivelles, Belgia